# Boletín Oficial del Estado
Het Boletín Oficial del Estado (BOE), letterlijk "officieel staatsbulletin", is een officiële publicatie van de Spaanse regering. Het is te vergelijken met de Nederlandse Staatscourant of het Belgisch Staatsblad. De verantwoordelijkheid voor het uitgeven van het BOE ligt bij de Minister van het Presidentschap. 
In het BOE worden officiële aankondigingen van de overheid gedaan. Ook wetten en decreten die uit worden gevaardigd dienen eerst in het BOE afgedrukt te worden voordat ze van kracht worden. 
Lijst van dagbladen